# موزیکال لی
موزیکال لی (به انگلیسی: Musical.ly)، یک برنامه رسانهٔ اجتماعی آمریکایی برای ایجاد ویدیو و اشتراک آن است. اولین نمونه در آوریل ۲۰۱۴ منتشر شد و نسخه رسمی در اوت همان سال راه اندازی شد. از طریق برنامه، کاربران می‌توانند ویدیوهای ۱۵ ثانیه ای تا ۱ دقیقه ایجاد کنند و آهنگ‌های صوتی را برای همراهی آنها انتخاب کنند، از گزینه‌ها می‌توانید سرعت‌های مختلف (سرعت پایین، سرعت، نرمال، حرکت آهسته و حماسی) برای فیلم استفاده کنید و فیلترها و اثرات پیش تنظیم را اضافه کنید. این برنامه همچنین به کاربران اجازه می‌دهد تا فهرست "بازخورد"، "محتوا"، و "صداهاً و "هشتگ"ها را مرور کنند.
از ژوئیه ۲۰۱۶ تا اوت ۲۰۱۸، موسیکالی لی بیش از ۹۰ میلیون کاربر در این برنامه ثبت نام کرده‌اند و روزانه حدود ۱۲ میلیون ویدیو جدید در این برنامه آپلود می‌شود و تا پایان ماه مه ۲۰۱۷ این برنامه بیش از ۲۰۰ میلیون کاربر داشت. مقر اصلی این شرکت در شانگهای چین قرار دارد و در سان فرانسیسکو و کالیفرنیا نیز دفاتری دارد.
در ۹ نوامبر ۲۰۱۷، شرکت فناوری بایت دنس، موزیکال لی را به ارزش ۱ میلیارد دلار خریداری کرد.